# Болдешти-Скэени
Болде́шти-Скэе́ни (рум. Boldești-Scăeni) — город в Румынии в составе жудеца Прахова.

## История
Долгое время это была обычная сельская местность. В 1835 году Теодор Дьямант, следуя идеям французского социалиста-утописта Шарля Фурье, попытался организовать в деревне Скэени коммуну-фалангу, однако она просуществовала всего год (в 1978 году про эти события был снят художественный фильм «Фаланстер», в котором сыграл Ливиу Чулей).
В 1968 году на основе деревень Болдешти, Скэени и Балака был создан город Болдешти-Скэени.